# Eduard von Keyserling
Johann Heinrich Eduard Nicolaus Graf von Keyserling (14. května 1855 Tels-Paddem, Ruská říše – 28. září 1918 Mnichov) byl pobaltský německý spisovatel a dramatik, představitel literárního impresionismu.

## Životopis
Eduard von Keyserling se narodil na zámku Tels-Paddern, guvernorát Courland, tehdejší část Ruské říše (nyní farnost Kalvene, obec South Kurzeme, Lotyšsko), v rodině Eduarda von Keyserlinga (1809–1876) a Wilhelmine von Rummel (1816–1894). Jeho sourozenci byli: Henriette (1839–1908), Elise (1842–1915), Hedwig (1845), Otto (1847–1919) a Gebhard (1858–1913). Byl synovcem geologa Alexandra Keyserlinga (1833–1889).
Keyserlingovy rané romány Fräulein Rosa Herz. Eine Kleinstadtliebe (1887) a Die dritte Stiege (1892) byly ovlivněny naturalismem. Pozdější romány byly jemnější a méně se zajímaly o sestavování detailů. Vždy ho zajímala souhra světla a přírodních objektů. Jeho romány a novely se obvykle odehrávaly v německých pobaltských provinciích, a to jak ve šlechtických domech a zahradách, tak v jedlových lesích a venku obecně. Většina jeho románů byla prodchnuta jistou melancholií. Někdy tam byly kontrastní postavy z méně vznešené třídy. Často šlo o „dítě přírody“, člověka nezkaženého civilizací a ke střetu generací. Jeho novely a romány po roce 1902 stavěly Keyserlinga do popředí německého literárního impresionismu. Jeho eseje o obecných a kulturních otázkách, stejně jako jeho divadelní hry, byly zapomenuty.
Keyserling měl literární reputaci jak v Německu, tak ve Spojených státech. Jeho romány, přeložené do angličtiny na konci dvacátých let, byly recenzovány literárními kritiky, zejména v novinách. Jeho díla byla upravena a antologizována pro použití v jazykové pedagogice, možná jak pro jejich přístupný styl, tak pro jejich přitažlivé příběhové linie, jazyk byl nezvykle cudný a stručný. Věty nebyly nikdy příliš dlouhé nebo složité.
Keyserlingovo vyprávění, jemného a elegantního stylisty, bylo nezapomenutelné pro svou evokující atmosféru a „pocit“. Snad jeho nejcharakterističtější dílo bylo Fürstinnen (Princezny), jen povrchně související s typickým německým Schlossromanem z 19. století (román odehrávající se na zámku nebo panském sídle). Byl tak nějak uprostřed mezi Ivanem Sergejevičem Turgeněvem a Franzem Kafkou, a jistá pesimistická příbuznost byla mezi Keyserlingem a Antonem Pavlovičem Čechovem.

### Poznámka
Pokud šlo o osobní jména: Graf (Gräfin) byl titul před rokem 1919, ale potom se stal součástí příjmení. Překládal se jako hrabě. Před zrušením šlechty jako právnické třídy (srpen 1919), tituly předcházely celé jméno (graf Helmuth James von Moltke). Od roku 1919 mohou být tyto tituly používány spolu s jakoukoli šlechtickou předponou (von, zu atd.), ale staly se závislou částí příjmení, a proto následují po křestních jménech (Helmuth James Graf von Moltke).

## Dílo
- Fräulein Rosa Herz. Eine Kleinstadtliebe (1887)
- Die dritte Stiege (1892)
- Die schwarze Flasche (1902)
- Ein Frühlingsopfer: Schauspiel in 3 Aufzügen – Berlin: S. Fischer, 1900
- Seine Liebeserfahrung (1906)
- Benignens Erlebnis: zwei Akte – Berlin: S. Fischer, 1906
- Schwüle Tage: novellen – Berlin: S. Fischer, 1906
- Beate und Mareile: eine Schloßgeschichte – Berlin: S. Fischer, 1909
- Bunte Herzen: 2. Novellen – Berlin: S. Fischer, 1909
- Wellen: Roman – Berlin: S. Fischer, 1911
- Abendliche Häuser: Roman – Berlin: S. Fischer, 1914
- Im stillen Winkel: Erzählungen. Berlin: S. Fischer, 1914
- Nicky (1914)
- Dumala: Roman. Berlin: S. Fischer, 1914
- Am Südhang (1914)
- Fürstinnen: Erzählung – Berlin: S. Fischer, 1917
- Feierstagskinder (1918)
- Gesammelte Erzählungen in vier Bänden. Bd. IV, Abendliche Häuser: in stillen Winkel – herausgegeben und eingeleitet von Ernst Heilborn. Berlin: S. Fischer, 1924

### V češtině
- Harmonie – úvod František Sekanina; přeložila Beatrice Bresková; in: 1000 nejkrásnějších novel... č. 49. Praha: J. R. Vilímek, 1913
- Dumala: román: [rozmanitá srdce] – př. Beatrice Bresková. Praha: J. R. Vilímek, 1920
- Večerní domy: román – př. Alfons Breska. Praha: Pražská akciová tiskárna, 1926